# Kasida
Kasida je muslimanska vjerska pjesma koja svojim sadržajem prvenstveno veliča i pokazuje ljubav prema Muhamedu, opisuje se neka važna osoba ili događaj iz povijesti islama. Po stilu, kasida je slična ilahiji, drugačijem vidu islamske poezije.
Često se ilahijama i kasidama dodaje glazba, čime se umjetnički obogaćuje. Takve su ilahije i kaside s vremenom postajale sevdalinke.